# 草甸羊茅
草甸羊茅（学名：Festuca pratensis）为禾本科羊茅属下的一个种。该植物经常作为观赏草种植在花园中，也是一种重要的牧草作物。
它一般生长在草地、路旁、古老的牧场和河边潮湿、肥沃的土壤上。
它是一种高大的簇状草，类似于苇状羊茅，区别是苇状羊茅的叶耳上有微小的绒毛。它可以与黑麦草和意大利黑麦草杂交。

## Description
草甸羊茅是一种多年生丛生草，一般长度在30到120厘米之间，花期从六月到八月。花瓣处于绿色到紫色之间。一个花穗通常长有5到14朵花。
它有一个相对较短较钝的叶舌，大约1毫米长。叶片呈亮绿色，宽度可达4毫米。

## 图册

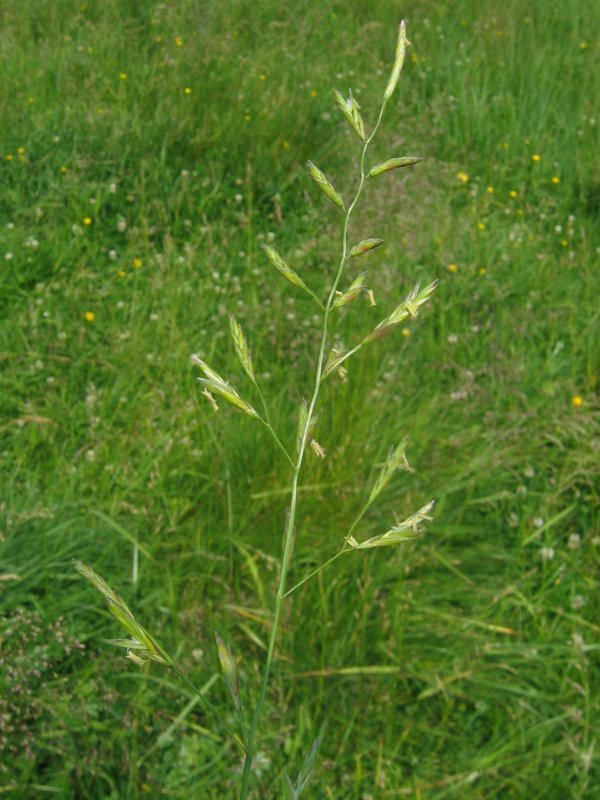
草甸羊茅
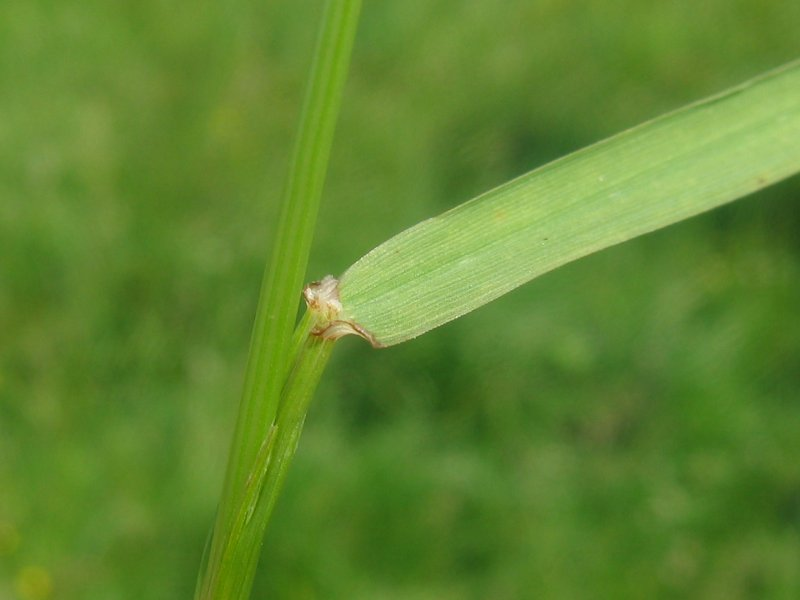
草甸羊毛的叶根
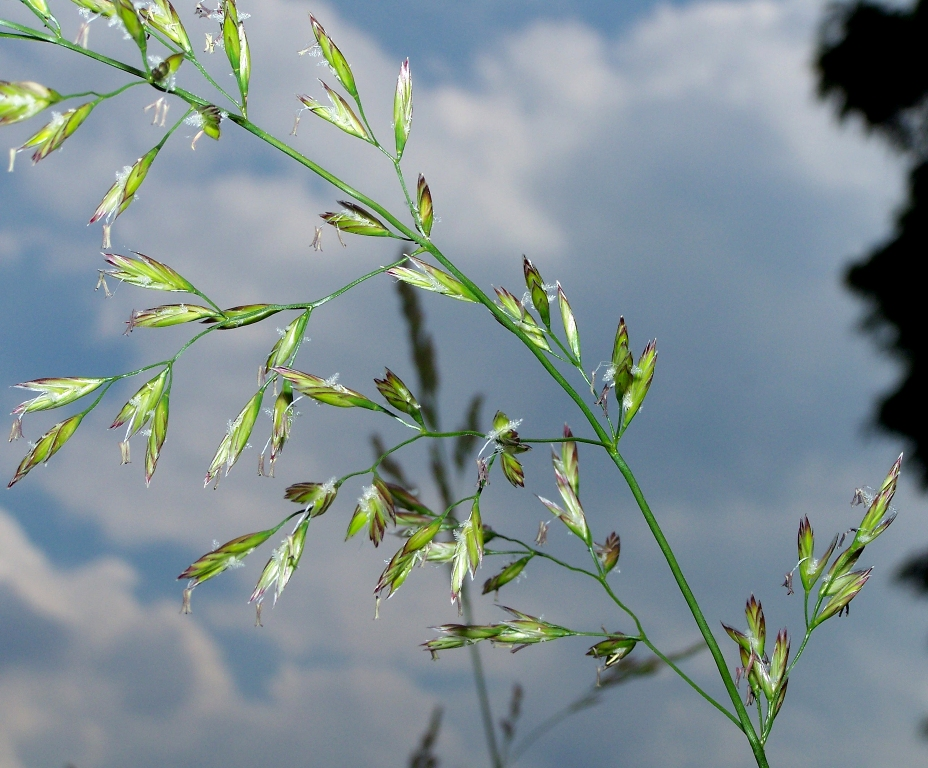
草甸羊茅的叶片
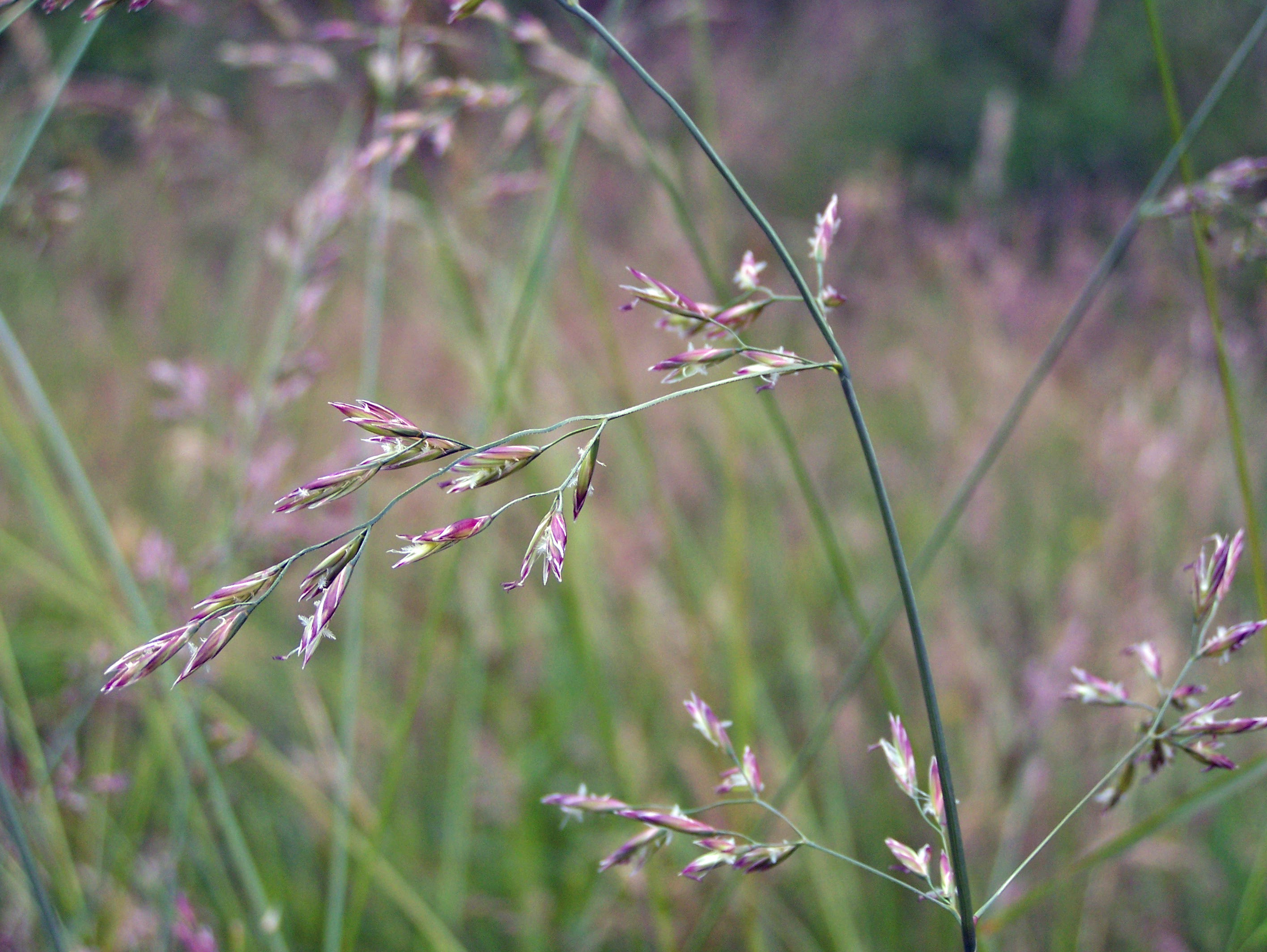
草甸羊茅的花

## 扩展阅读
- 維基物種上的相關：草甸羊茅